# Cot Bada (Jeumpa)
Cot Bada is een bestuurslaag in het regentschap Bireuen van de provincie Atjeh, Indonesië. Cot Bada telt 927 inwoners (volkstelling 2010).